# 团结站
团结站是位于黑龙江省齐齐哈尔市讷河市团结乡的一个铁路车站。车站建于1970年，有富西铁路经过该站，现办理客货运业务，车站及其上下行区间均未电气化。车站距离富裕站35公里，隶属中国铁路哈尔滨局集团齐齐哈尔车务段，是四等站。